# Fincastle (Virginia)
Fincastle è un comune degli Stati Uniti d'America, situato nello Stato della Virginia, nella Contea di Botetourt, della quale è il capoluogo.